# Otto Friedli
Otto Friedli (* 28. Juni 1931 in Madison; † 17. März 2008 in Santa Barbara) war ein US-amerikanischer Rocker. Er war 1948 einer der Gründer der Hells Angels.

## Leben
Otto Friedli war im Oktober 1945 eines der Gründungsmitglieder des Motorcycle-and-Car-Clubs Pissed Off Bastards of Bloomington (POBOB), der 1947 an den Ausschreitungen von Hollister teilnahm. Als eines der wenigen Gründungsmitglieder war Friedli kein Veteran des Zweiten Weltkriegs. Zum Zeitpunkt der Gründung war er gerade mal 14 Jahre alt. Kurz nach den Ereignissen in Hollister verließ er den Club und gründete mit anderen ehemaligen POBOBs das erste Charter der Hells Angels in Fontana (Kalifornien), das später 1954 im San Francisco Charter aufging. Er war jahrelang Präsident des dortigen Charters. 1958 wurden die Hells Angels aus San Bernardino allerdings von Sonny Barger verdrängt, der das Mother Charter der Hells Angels nach Oakland verlegte und rasch zum bekanntesten Hells Angel aufstieg. In den späten 1960ern verließ Friedli nach einem Gefängnisaufenthalt die Hells Angels und wurde Wiedergeborener Christ. Er blieb jedoch der Rockerkultur treu und war bis zu seinem Tod 2008 Mitglied des christlichen Rockerclubs Black Sheep – Harley-Davidsons for Christ.